# هل أنا مجنونة (فلم)
هل أنا مجنونة هو فيلم مصري عرض عام 1964، بطولة سميرة أحمد وكمال الشناوي، ومن إخراج أحمد ضياء الدين.

## قصة الفيلم
هدى فتاة قليلة الخبرة شديدة التعلق بوالدها، خاصة بعد وفاة والدتها والتي فقدت بوفاتها الكثير من الحنان، وتزداد وحدتها بعد زواجه من امرأة أخرى، وتصير ناقمة وساخطة على كل شيء، وتجد متنفسها الوحيد في طبيبها النفسي والذي يكتشف أنها بالغة العنف وتتوالى الأحداث.

## طاقم التمثيل
- سميرة أحمد
- كمال الشناوي
- عادل أدهم
- حسين رياض
- سميحة أيوب
- منير التوني
- ناهد صبري

## فريق العمل
- إخراج: أحمد ضياء الدين
- تأليف: محمد عثمان
- مدير التصوير: محمود فهمي
- مونتاج: حسين عفيفي
- إنتاج: السينمائيين المتحدين (عبد العزيز فهمي)
- توزيع: المتحدة للسينما (صبحي فرحات)